# Palak Hulu
Palak Hulu is een bestuurslaag in het regentschap Aceh Barat Daya van de provincie Atjeh, Indonesië. Palak Hulu telt 323 inwoners (volkstelling 2010).